# Ftira
Ftira (l.mn. ftajjar) – maltański chleb na zakwasie, w formie pierścienia, przeważnie jedzony z nadzieniem z sardynek, tuńczyka, ziemniaków, świeżych pomidorów, cebuli, kaparów i oliwek. Z regionalnych odmian popularna jest ftira gozańska, która serwowana jest raczej jak pizza niż sandwich. Ftira z Gozo jest podawana otwarta (przekrojona wzdłuż) z cienko pokrojonymi pomidorami na wierzchu, lub zawinięta jak calzone.

## Niematerialne dziedzictwo kulturowe UNESCO
W następstwie jednomyślnej zgody parlamentu maltańskiego na ratyfikację Konwencji o ochronie niematerialnego dziedzictwa kulturowego UNESCO, w 2018 Dyrektoriat Kultury Malty wystosował petycję o wpisanie maltańskiej ftiry na listę niematerialnego dziedzictwa kulturowego UNESCO. Według znawcy lokalnej kultury, wytwarzanie maltańskiej ftiry datuje się wstecz do XVI wieku. Po zdecydowanym głosie społeczeństwa rząd Malty ogłosił, że przedłoży do rozpatrzenia UNESCO maltańską ftirę jako niematerialne dziedzictwo kulturowe.

W 2020 maltańska ftira została wpisana na listę niematerialnego dziedzictwa kulturowego UNESCO.